# Horný Lieskov
Horný Lieskov (hongrois : Felsőmogyoród) est un village de Slovaquie situé dans la région de Trenčín.

## Histoire
La première mention écrite du village date de 1330.
En 1784 on comptait 51 foyers et 257 habitants, en 1828 22 foyers et 299 habitants.

## Démographie

### Évolution de la population
| Année:               | 1994. | 2004.   | 2014.   | 2024.    |
| -------------------- | ----- | ------- | ------- | -------- |
| Nombre de personnes: | 371   | 373     | 378     | 502      |
| Différence:          |       | +0,53 % | +1,34 % | +32,80 % |

| Année:               | 2023. | 2024.   |
| -------------------- | ----- | ------- |
| Nombre de personnes: | 487   | 502     |
| Différence:          |       | +3,08 % |